# Palais d'el-Orouba
Le palais d'el-Orouba (dit aussi palais d'Héliopolis ou palais de l'Union) est une des résidences officielles du président de la république arabe d'Égypte. 
Situé dans le quartier résidentiel d'Héliopolis, au nord-est du centre-ville du Caire, il fut inauguré en 1910. Édifié dans un but commercial, il est à l'origine un des principaux hôtels de luxe d'Égypte (Heliopolis palace hotel), accueillant de nombreuses personnalités (du roi des Belges Albert Ier au magnat de la finance John Pierpont Morgan) dans la première moitié du siècle. 
Dans le courant des années 1960, il accueille diverses administrations, avant de devenir en 1972 le siège de l'éphémère Union des Républiques arabes (Égypte, Syrie et Libye). Il prend dès lors le nom de palais de l'union, toujours très usité de nos jours (Qasr al-Ittihadiya). Dans le courant des années 1980, passée une période de restauration, il devient la résidence officielle du président de la république arabe d'Égypte, au Caire ; bien qu'il y travailla dans le cadre de ses fonctions officielles, le président Moubarak n'y résidait pas, son épouse Suzanne et lui-même ayant conservé pour résidence leur maison personnelle, située dans le même quartier, jusqu'à la révolution égyptienne de 2011.

## Histoire

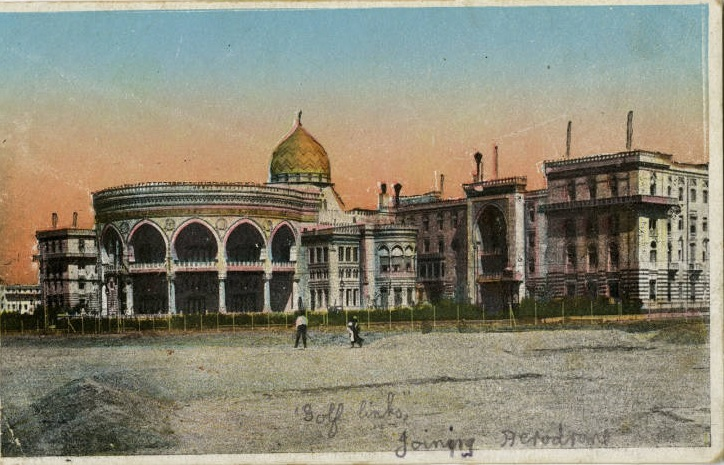
L'hôtel du palais d'Héliopolis.

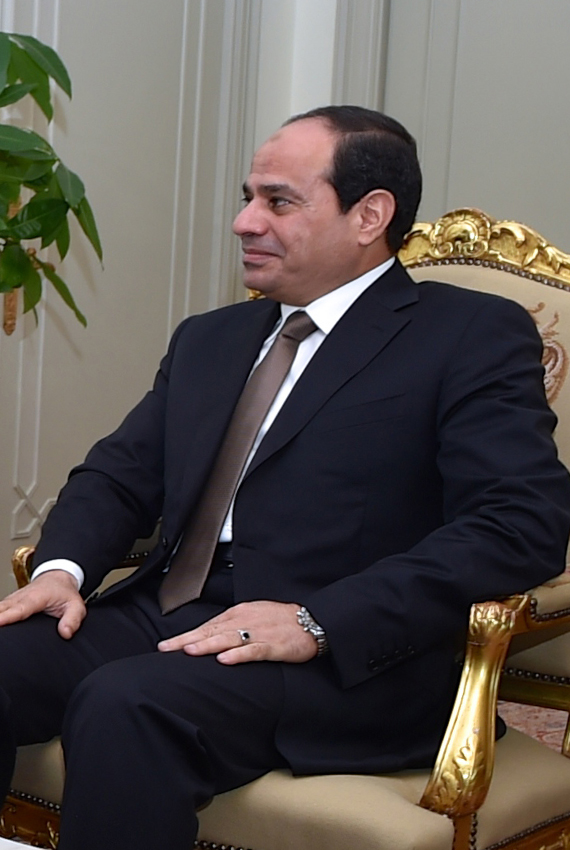
Le président égyptien Abdel Fattah al-Sissi au palais présidentiel de l'Héliopolis.

Ce vaste édifice est une des pièces maîtresses d'un nouveau quartier (Héliopolis) sorti du désert au début du XXe siècle à l'initiative du baron Édouard Empain, homme d'affaires belge passionné d'orientalisme. À la tête de la Heliopolis Oases Company, il est le véritable promoteur d'un ensemble immobilier comprenant hôtels, résidences de standing (dont la sienne propre, le « palais du baron »), immeubles ainsi qu'une basilique, qui abrite son tombeau. 
La première pierre du futur palais d'Héliopolis est posée en 1908, et son achèvement intervient à peine deux ans plus tard, en 1910. Le bâtiment est dessiné par un architecte belge, Ernest Jaspar, dans le style Héliopolis (synthèse de courants architecturaux arabes, perses, néo-mauresques teintés d'influences européennes, notamment néo-classiques) appliqué à nombre de bâtiments du nouveau quartier. Le chantier est confié à deux importantes entreprises de bâtiment : Leon Rolin & Co. and Padova et Dentamaro & Ferro, et les installations et le réseau électrique à l'entreprise allemande Siemens & Schuepert.
L'hôtel était constitué de quatre-cents chambres et de cinquante-cinq appartements privés. La décoration du bâtiment empruntait à différents courants architecturaux : au grand hall de réception néo-mauresque succédaient deux salles inspirées des styles Louis XIV et Louis XV. L'ensemble s'organisait autour du hall central, aux lignes élégantes, mêlant jeux de colonnes, murs de verre et panneaux de marbre. Ce véritable « cœur » du bâtiment avait été dessiné par l'architecte français Alexandre Marcel et aménagé par le décorateur Georges-Louis Claude dans le goût « orientaliste » de l'époque (tapis persans, lampes mauresques...).
Pendant les deux guerres mondiales, l'hôtel suspend ses activités et est transformé en hôpital militaire (maison de convalescence) pour les soldats britanniques et originaires des dominions. Il conserve sa fonction hôtelière jusqu'au début des années 1960, où des administrations publiques s'y installent. De 1972 à 1977, le palais devient le siège de l'Union des Républiques arabes, éphémère tentative de fédération entre l'Égypte, la Syrie et la Libye. Il devient ensuite un des principaux palais présidentiels du pays, et la résidence officielle du président Moubarak, bien qu'il ne siégea au palais que dans le cadre de ses fonctions officielles.
Le 11 février 2011, au moment de la révolution égyptienne, des manifestants encerclent le palais, protégé par des chars de l'armée, qui n'interviennent pas. Dans l'après-midi, Hosni Moubarak et son épouse Suzanne, dite Suzie, quittent le palais d'el-Orouba pour leur résidence privée de la station balnéaire de Charm el-Cheikh. Quelques heures plus tard, le Raïs avait officiellement démissionné et confiait son pouvoir à l'armée.